# Relaciones España-Sudán del Sur
Las relaciones España-Sudán del Sur son las relaciones bilaterales entre estos dos países. Sudán del Sur no tiene una embajada en España ni consulado. España no tiene una embajada en Sudán del Sur pero su embajada en Jartum, Sudán, está acreditada para Sudán del Sur.

## Relaciones diplomáticas
España fue uno de los primeros países en reconocer la independencia de Sudán del Sur. El embajador de España acreditado en Sudán del Sur es el embajador de España residente en Jartum, Sudán, de quien depende una Oficina diplomática abierta en Yuba. Desde la crisis de julio la oficina en Yuba se encuentra temporalmente cerrada.
Sudán del Sur ha abierto 23 Embajadas, pero no cuenta con representación residente en Madrid (que se cubre desde su Embajada en París).

## Cooperación
La respuesta humanitaria de la Oficina de Acción Humanitaria (OAH) a esta crisis se basa en criterios estrictamente humanitarios y se focaliza en la cobertura de las necesidades básicas de la población centrándose en el sector de seguridad alimentaria y nutricional, salud, así como en la protección a desplazados, siendo sus principales socios PMA, ANUR, UNICEF, OCHA, CICR, OMS, FAO.
Desde 2011 la financiación OAH a Sudán del Sur asciende a 11.345.500 millones de euros €. Si a ello le sumamos la financiación de las antiguas CAP y las activaciones de convenios de emergencia la cantidad total AECID destinada a actuaciones humanitarias llega a 13.733.232 millones de €.